# Campionati europei di sollevamento pesi 1958
I Campionati europei di sollevamento pesi 1958, 40ª edizione della manifestazione, si svolsero a Stoccolma dal 16 al 21 settembre; la gara mondiale venne considerata valida anche come campionato europeo e furono classificati i tre atleti del continente col miglior piazzamento.

## Formula
La formula prevedeva tre serie di sollevamenti:
- sollevamento a distensione a due mani;
- sollevamento a strappo a due mani;
- sollevamento a slancio a due mani.

## Titoli in palio
| Categoria            | Eventi         | Atleti |
| -------------------- | -------------- | ------ |
| Pesi gallo           | Fino a 56 kg   | 7      |
| Pesi piuma           | Fino a 60 kg   | 8      |
| Pesi leggeri         | Fino a 67.5 kg | 13     |
| Pesi medi            | Fino a 75 kg   | 12     |
| Pesi massimi leggeri | Fino a 82.5 kg | 13     |
| Pesi mediomassimi    | Fino a 90 kg   | 11     |
| Pesi massimi         | Oltre i 90 kg  | 9      |

## Nazioni partecipanti
Ai campionati parteciparono 73 atleti rappresentanti di 19 nazioni. Nove di queste entrarono nel medagliere. Tra parentesi i partecipanti per nazione.
- Austria (1)
- Belgio (1)
- Bulgaria (5)
- Cecoslovacchia (2)
- Danimarca (2)
- Finlandia (5)
- Francia (4)
- Germania Est (1)
- Germania Ovest (4)
- Italia (7)
- Jugoslavia (4)
- Norvegia (6)
- Polonia (7)
- Regno Unito (1)
- Spagna (2)
- Svezia (7)
- Svizzera (4)
- Ungheria (3)
- Unione Sovietica (7)

## Risultati
| Evento       | Oro                | Oro   | Argento              | Argento | Bronzo              | Bronzo |
| ------------ | ------------------ | ----- | -------------------- | ------- | ------------------- | ------ |
| 56 kg.       | Vladimir Stogov    | 342,5 | Marian Jankowski     | 305,0   | Enar Edberg         | 290,0  |
| 60 kg.       | Evgenij Minaev     | 362,5 | Sebastiano Mannironi | 342,5   | Georg Miske         | 310,0  |
| 67,5 kg.     | Viktor Bušuev      | 390,0 | Luciano De Genova    | 362,5   | Josef Tauchner      | 347,5  |
| 75 kg.       | Fëdor Bogdanovskij | 422,5 | Marcel Paterni       | 395,0   | Ermanno Pignatti    | 382,5  |
| 82,5 kg.     | Trofim Lomakin     | 440,0 | Ireneusz Paliński    | 432,5   | Günter Siebert      | 397,5  |
| 90 kg.       | Arkadij Vorob'ëv   | 465,0 | Ivan Veselinov       | 422,5   | Václav Pšenička Jr. | 417,5  |
| Oltre 90 kg. | Aleksej Medvedev   | 485,0 | Alberto Pigaiani     | 440,0   | Václav Syrový       | 437,5  |

## Medagliere
| Posiz. | Nazione          | Oro | Argento | Bronzo | Totale |
| ------ | ---------------- | --- | ------- | ------ | ------ |
| 1      | Unione Sovietica | 7   | 0       | 0      | 7      |
| 2      | Italia           | 0   | 3       | 1      | 4      |
| 3      | Polonia          | 0   | 2       | 0      | 2      |
| 4      | Bulgaria         | 0   | 1       | 0      | 1      |
| 4      | Francia          | 0   | 1       | 0      | 1      |
| 6      | Cecoslovacchia   | 0   | 0       | 2      | 2      |
| 6      | Germania Est     | 0   | 0       | 2      | 2      |
| 8      | Austria          | 0   | 0       | 1      | 1      |
| 8      | Svezia           | 0   | 0       | 1      | 1      |
| Totale | Totale           | 7   | 7       | 7      | 21     |

## Classifica a squadre
Il sistema di punteggio è basato sui punti distribuiti per l'esercizio totale in base allo schema adottato nel 1958:
| Pos. | Squadra          | Punti |
| ---- | ---------------- | ----- |
| 1    | Unione Sovietica | 49    |
| 2    | Italia           | 22    |
| 3    | Polonia          | 15    |
| 4    | Bulgaria         | 14    |
| 5    | Francia          | 11    |
| 6    | Svezia           | 9     |
| 7    | Cecoslovacchia   | 8     |
| 7    | Finlandia        | 8     |
| 7    | Germania Est     | 8     |
| 10   | Austria          | 4     |
| 10   | Ungheria         | 4     |
| 12   | Norvegia         | 1     |
| 12   | Regno Unito      | 1     |